# Spirillinida
Spirillinida es un orden de foraminíferos (clase Foraminiferea, o Foraminifera), tradicionalmente considerado suborden Spirillinina del orden Foraminiferida. Su rango cronoestratigráfico abarca desde el Triásico superior hasta la Actualidad.

## Descripción
Son un grupo de foraminíferos bentónicos que presentan una concha calcárea cuya pared, formada por acreción marginal, consiste en un único cristal o de pocos cristales en mosaico. Sus conchas o no están septadas o presentan pocas cámaras por vuelta. Su enrollamiento es planiespiralado a trocoespiralado alto. Consisten en un prolóculo seguido de una segunda cámara tubular enrollada y no dividida, o de varias cámaras por vuelta que pueden estar divididas. Pueden presentar pseudoporos o microporos rellenos de materia orgánica y cerrados por placas perforadas.

## Clasificación
Textulariina incluye a las siguientes familias:
- Familia Spirillinidae
- Familia Patellinidae